# Museo Ama
El Museo Ama (chino: 阿嬤家-和平與女性人權館; pinyin: Āmā Jiā-Hépíng Yǔ Nǚxìng Rénquán Guǎn) es un museo dedicado a las mujeres de consuelo en Taiwán. Se inauguró en 2016, en el distrito de Datong, Taipéi. La ubicación original se cerró en noviembre de 2020 y el museo está programado para reubicarse y reabrirse en abril de 2021.

## Nombre
El museo está dedicado a aquellas que fueron mujeres de consuelo durante el dominio japonés de Taiwán. «Ama» significa abuela en taiwanés Hokkien, refiriéndose a la edad avanzada de aquellas mujeres que habían sobrevivido a la Segunda Guerra Mundial.

## Historia
La idea original de establecer el museo comenzó en 2004. Con el apoyo de una gran donación del público dentro y fuera de Taiwán, así como de la Fundación de Rescate de Mujeres de Taipéi –TWRF en inglés–, la placa del museo se inauguró en una ceremonia el 8 de marzo de 2016 en conjunto con el Día Internacional de la Mujer. A la ceremonia asistieron el presidente Ma Ying-jeou y una exmujer de consuelo.
El museo fue finalmente inaugurado el 10 de diciembre de 2016 en una ceremonia a la que asistió la ministra de Cultura, Cheng Li-chun, en conjunto con el Día de los Derechos Humanos y el 25° de los esfuerzos realizados por la fundación hacia las mujeres de consuelo. Hablando durante la ceremonia, Cheng instó a la gente a no olvidar nunca el pasado y a luchar por una mejor igualdad de género. El presidente de TWRF dijo que el museo también sería un lugar para promover la igualdad de género y destacar los daños causados por el abuso sexual. La ceremonia también contó con la presencia de una mujer de consuelo taiwanesa sobreviviente y defensores de Japón, Corea del Sur y Estados Unidos.
La Fundación de Rescate de Mujeres de Taipéi anunció en julio de 2020 que el Museo Ama cerraría en noviembre de 2020. El museo había funcionado con pérdidas desde que abrió en 2016, y la TWRF vendió sus oficinas en 2019 en un esfuerzo por mantener el museo en funcionamiento. Sin embargo, la pandemia de COVID-19 redujo aún más los ingresos del museo, lo que llevó a la decisión de cerrarlo. En octubre de 2020, la TWRF comenzó una recaudación de fondos para trasladar el Museo Ama, confirmando que la ubicación original cerraría el 10 de noviembre de 2020. El 7 de noviembre de 2020, la fundación publicó otra declaración sobre el destino del Museo Ama, indicando que sus exhibiciones se trasladarían a un edificio de oficinas cerca de la estación de metro Minquan West Road, programado para reabrirse en abril de 2021.

## Arquitectura
El museo se ubicó originalmente en un edificio renovado de dos pisos de 90 años de antigüedad con una superficie total de 495 m2. La ubicación original contó con una cafetería y un taller.

## Exposiciones
El museo exhibió permanentemente fotos, documentos y vídeos relacionados con las mujeres de consuelo taiwanesas. Cuando se reabrió, el museo planeaba rotar exposiciones e introducir otras nuevas.

## Actividades
El museo acogió varios talleres y seminarios sobre temas relacionados con los derechos humanos. En agosto de 2017, el museo lanzó una campaña para presionar al Gobierno de Japón a través de la Asociación de Intercambio Japón-Taiwán para disculparse y compensar a las mujeres de consuelo restantes.

## Transporte
Se podía acceder al museo a poca distancia al suroeste de la estación Daqiaotou del metro de Taipéi. Su nueva ubicación es un edificio de oficinas cerca de la estación Minquan West Road.